# Ledsjukdomar
Ledsjukdomar eller artropatier är samlingsnamn för sjukdomar i leder. Artropatierna innefattar grovt räknat artriter (varav många är reumatiska sjukdomar) och artroser. Artropatierna kan yttra sig i artralgi (smärta) och nedsatt rörlighet.
Artropatierna indelas enligt ICD-10 i infektiösa ledsjukdomar, inflammatoriska polyartriter, artros, och övriga artropatier. Ett annat sätt att gruppera dem är att indela efter huruvida artropatin är indirekt i förhållande till en annan sjukdom, eller primär. Alla leder kan drabbas av artropati, men leder som används mycket drabbas oftare, så exempelvis knäled, fotled, axelled, handled och höftled.
Infektionssjukdomar som är systemiska kan sätta sig på lederna och skapa artropatier. Så kallade variga artriter kan orsakas av exempelvis stafylokocker och streptokocker. Rubella, TBC, borrelia, meningokocker och mykoser kan sätta sig på lederna, lokalt eller i hela kroppen. Med reaktiv artrit avses artrit efter exempelvis operation eller vaccination. Infektiösa artriter kan uppkomma under sjukdomen eller efteråt, så kallade postinfektiös artrit efter syfilis, meningokocker, med mera.
Vid inflammation kan artrit uppstå som drabbar flera leder. Så kallade polyartriter innefattar reumatisk artrit, gikt, psoriasisartrit, etc. Grundorsaken kan vara autoimmunitet, inlagringar av kristaller (konkrement), skada, allergi, ämnesomsättningssjukdomar, endokrina sjukdomar, med mera.
Artros (osteoartrit) innebär å andra sidan att själva leden är nedbruten, antingen att det är i leden som sjukdomen uppkommit eller att sjukdomen bryter ner leden. Artros kan uppkomma i en enskild led eller i flera (polyartros). Orsaken kan vara en yttre skada, eller annan orsak till degeneration, såsom förslitningsskador i lederna. Medan artrit kännetecknas av inflammation, kännetecknas artros av nedbrytning. Artros är med andra ord mera en fråga om ålderskrämpa eller skada.
Övriga artropatier innefattar dislokationer (att leden går ur led), meniskskada, med mera.